# Mi-2 (航空機)
Mi-2
ポーランド空軍のMi-2
- 用途：輸送、訓練、汎用
- 分類：ヘリコプター
- 設計者：ミハイル・ミーリ
- 製造者：PZL-シフィドニク
- 運用者：
  -  ソビエト連邦（ソ連空軍）
  -  ポーランド（ポーランド空軍など）他
- 初飛行：1961年9月
- 生産数：5,497機
- 運用開始：1965年

Mi-2（ポーランド語:Mi-2ミー・ドヴァー）は、ソビエト連邦で開発・設計されポーランドのPZL-シフィドニクで製造された小型ヘリコプターである。NATOコードネームはホプライト(Hoplite)。

## 概要
Mi-1のタービン動力発展型としてミハイル・ミーリの設計で開発され、1961年9月に試作機V-2がソ連で初飛行した。その後、1964年1月に生産の拠点をポーランドに移すことが決められ、Mi-1のライセンス生産を行っていたPZL-シフィドニク社が開発・生産・販売の権利を取得したため、ソ連では生産されていない。1991年には翌年に計画されていた同社の民営化のために一旦製造を中止し、民営化後は限定された機数が生産された。
基本的なスタイルはMi-1と同じだが、キャビンが大型化され、エンジンもターボシャフトエンジンとなっていた。生産中にも幾度かの改良が加えられ、1990年代末に生産を終えるまでに総数5,450機程度が生産された。派生機として、西側諸国への輸出販売を可能にしたカニア(Kania)が少数生産されている。

## 派生型

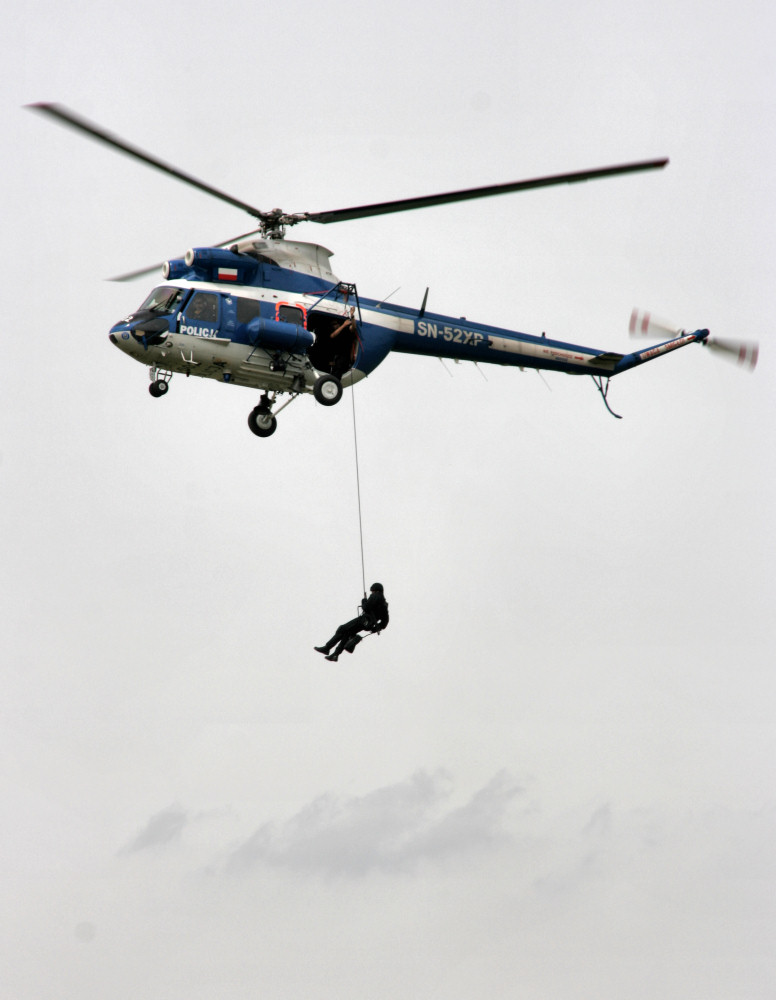
ポーランド警察のカニア

V-2
試作型。
Mi-2
民間向けの基本型。6/8座席の乗客輸送仕様と純貨物輸送仕様に転換できるほか、機外に大型物資を吊り下げることも可能。農薬散布装置を取り付けて農業機とすることもできた。
Mi-2B
航法装置を更新し、電気系統を改善。
Mi-2R
救急医療及び捜索救難型。電動ホイストを装備。
Mi-2RM
海軍型。
PZL カニア
アメリカ連邦航空局規則29条に合うように改良を加えた民間型。1979年6月3日に試作機が初飛行し、1986年2月21日にアメリカ連邦航空局規則に準じた形式証明を取得。海外へはキティホーク(Kitty Hawk)の英語名で販売された。西側諸国へは販売代理店となったアメリカのスピットファイア・ヘリコプター社がタウラス(Taurus)の名称で販売を行ったが受注を得られなかった。キプロスなどに少数が販売された。
Mi-2MSB
ウクライナのモトール・シーチが開発した近代化型Mi-2。エンジンはイーウチェンコ AI-450を搭載する。

## 採用国（軍用）

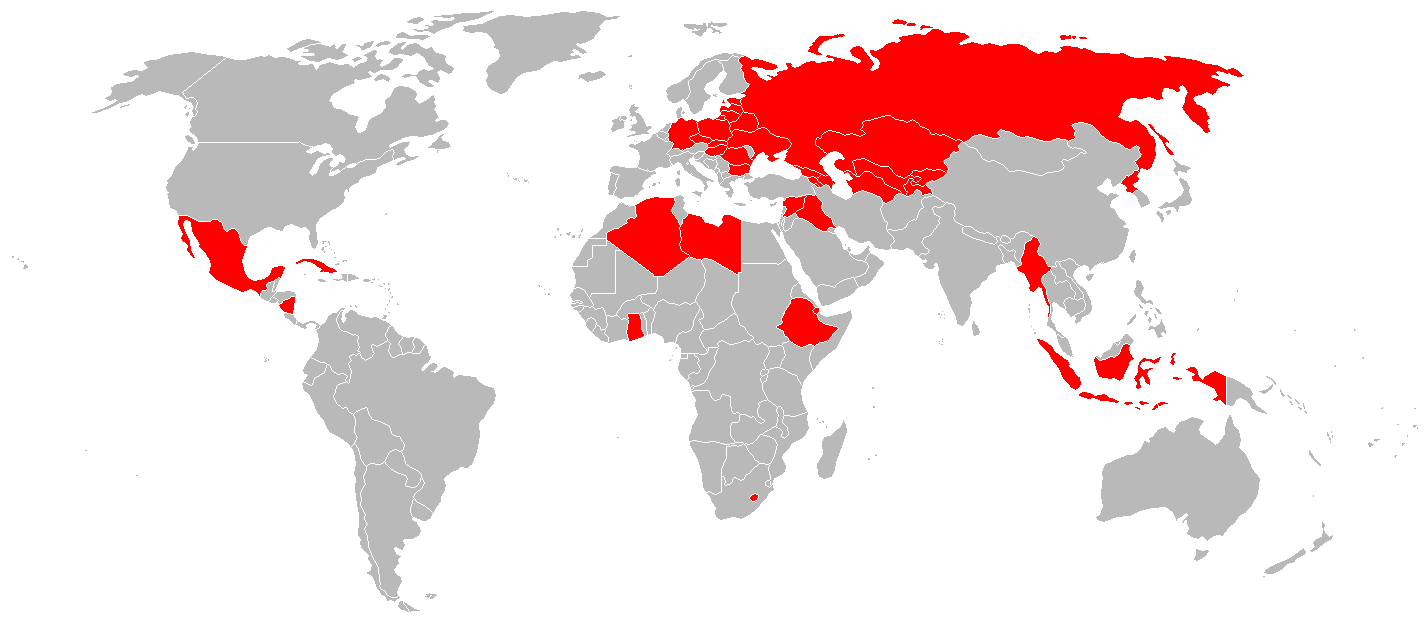
採用国（軍用）

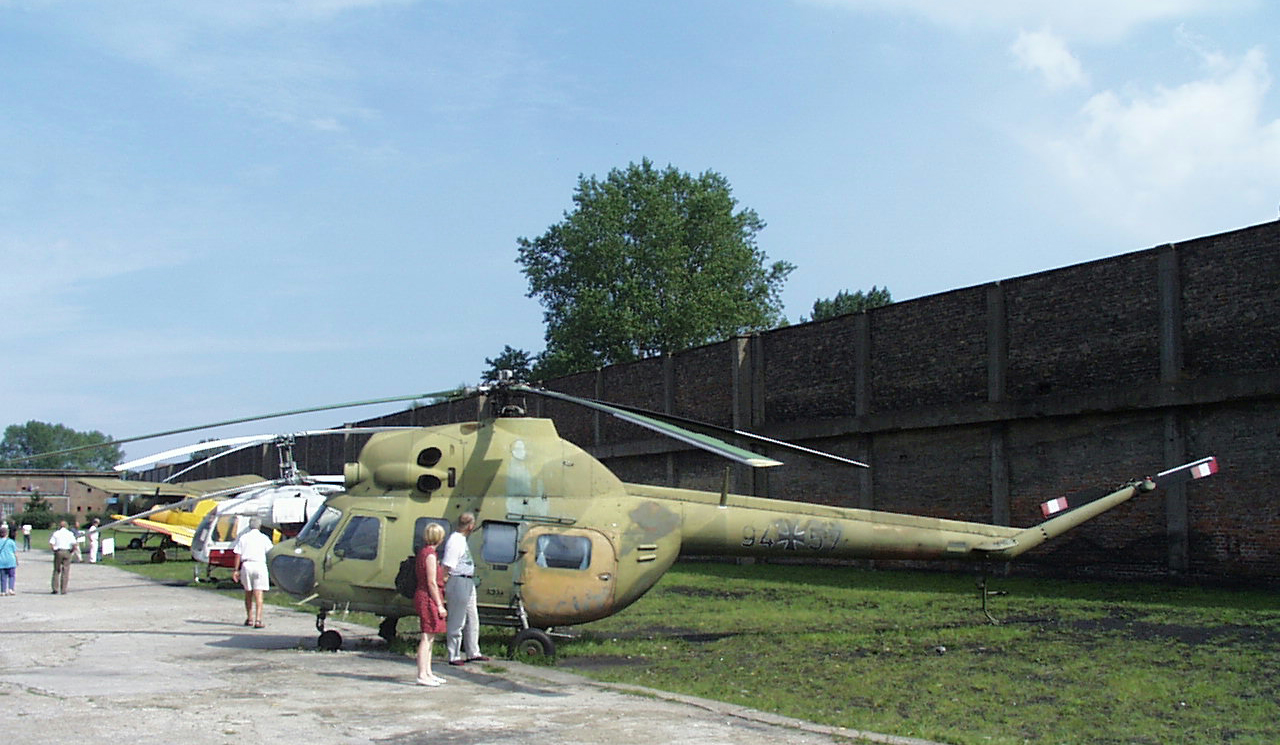
ドイツ空軍で運用されていたMi-2

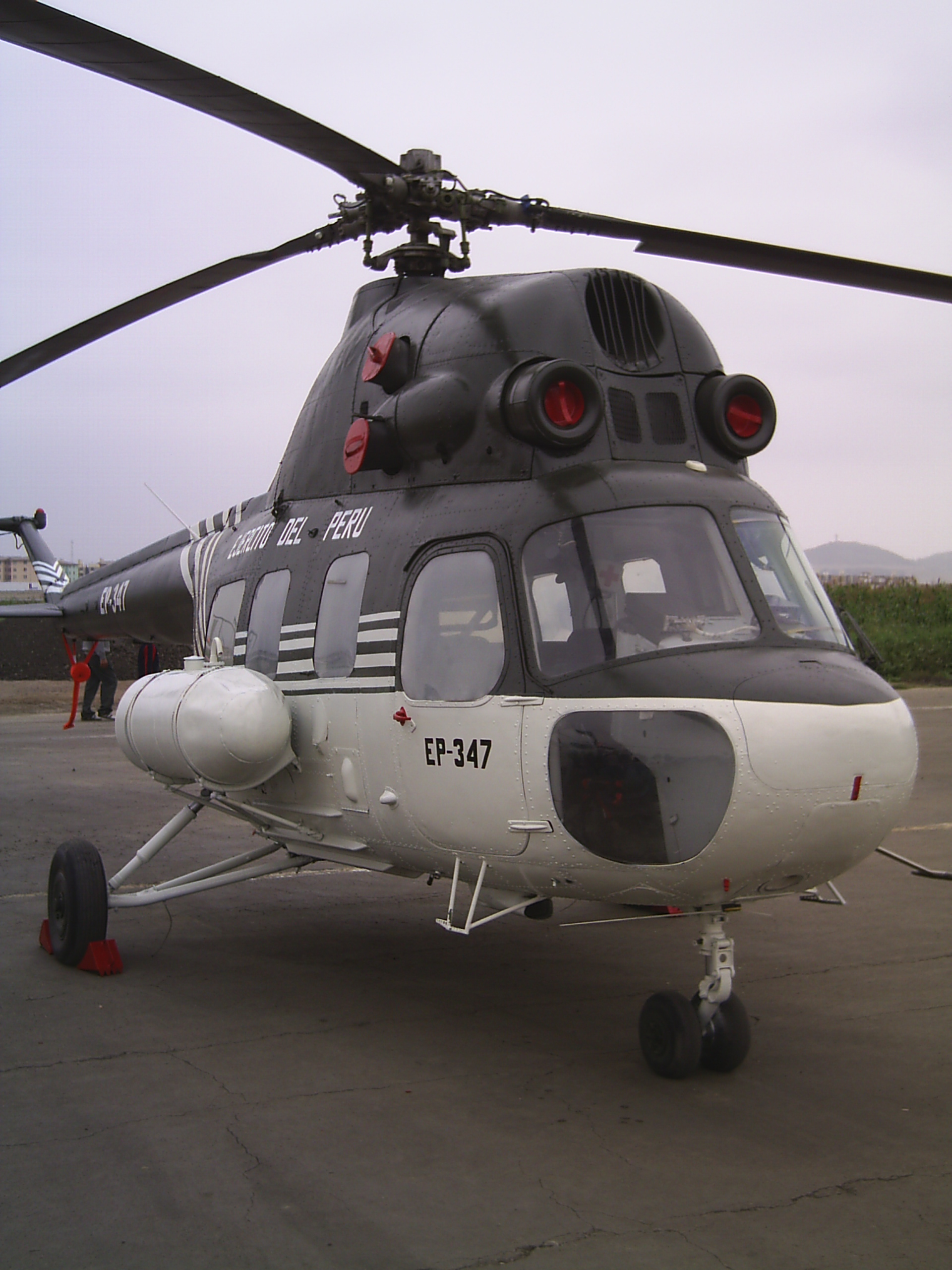
ペルー海軍のMi-2

アルジェリア
 アルメニア
2024年時点で、アルメニア空軍が7機のMi-2を保有。
 アゼルバイジャン
 ベラルーシ
 ブルガリア
ブルガリア空軍が運用。退役済み。
 キューバ
 キプロス - カニア
 チェコ
 ジブチ
 エストニア
 東ドイツ
 ドイツ
 ハンガリー
 インドネシア
 インド
 ラトビア
 リビア
 リトアニア
 メキシコ
 モンゴル
 ミャンマー
 ニカラグア
 北朝鮮
 ポーランド
 ペルー
 ロシア
 スロバキア
 シリア
 ウクライナ
 アメリカ合衆国
 ソビエト連邦

## 諸元(Mi-2B)
- 乗員：１名
- 有効積載量: 乗客8名、または貨物700kg (1,543 lb), 機外吊下の場合は800kg (1,764 lb)
- 主ローター直径：14.48 m
- 全長：17.42 m（ローター回転時）
- 全高：3.73 m（ローターヘッド頂部まで）
- 全備空虚重量：2,402 kg
- 最大離陸重量：3,550 kg
- エンジン：イソトフ製GTD-350 ターボシャフトエンジン（定格出力298 kW） × 2
- 最大速度：200 km/h
- 巡航速度：190 km/h
- 実用上昇限度：4,000 m
- 最大上昇率：270 m/min
- ホバリング高度限界：1,000 m（地面効果外）
- 航続距離：170 km（最大ペイロード時）

## 参考資料
- The International Institute for Strategic Studies (IISS) (2024) (英語). The Military Balance 2024. Routledge. ISBN 978-1-032-78004-7
- 国際戦略研究所（IISS） 編、防衛庁防衛局調査第二課 訳『ミリタリー・バランス 1981-1982』朝雲新聞社、1981年11月25日。ISBN 4-7509-3003-2。
- 分冊百科「週刊 ワールド・エアクラフト」No.127 2002年 デアゴスティーニ社